# St. Maria (Großsaara)

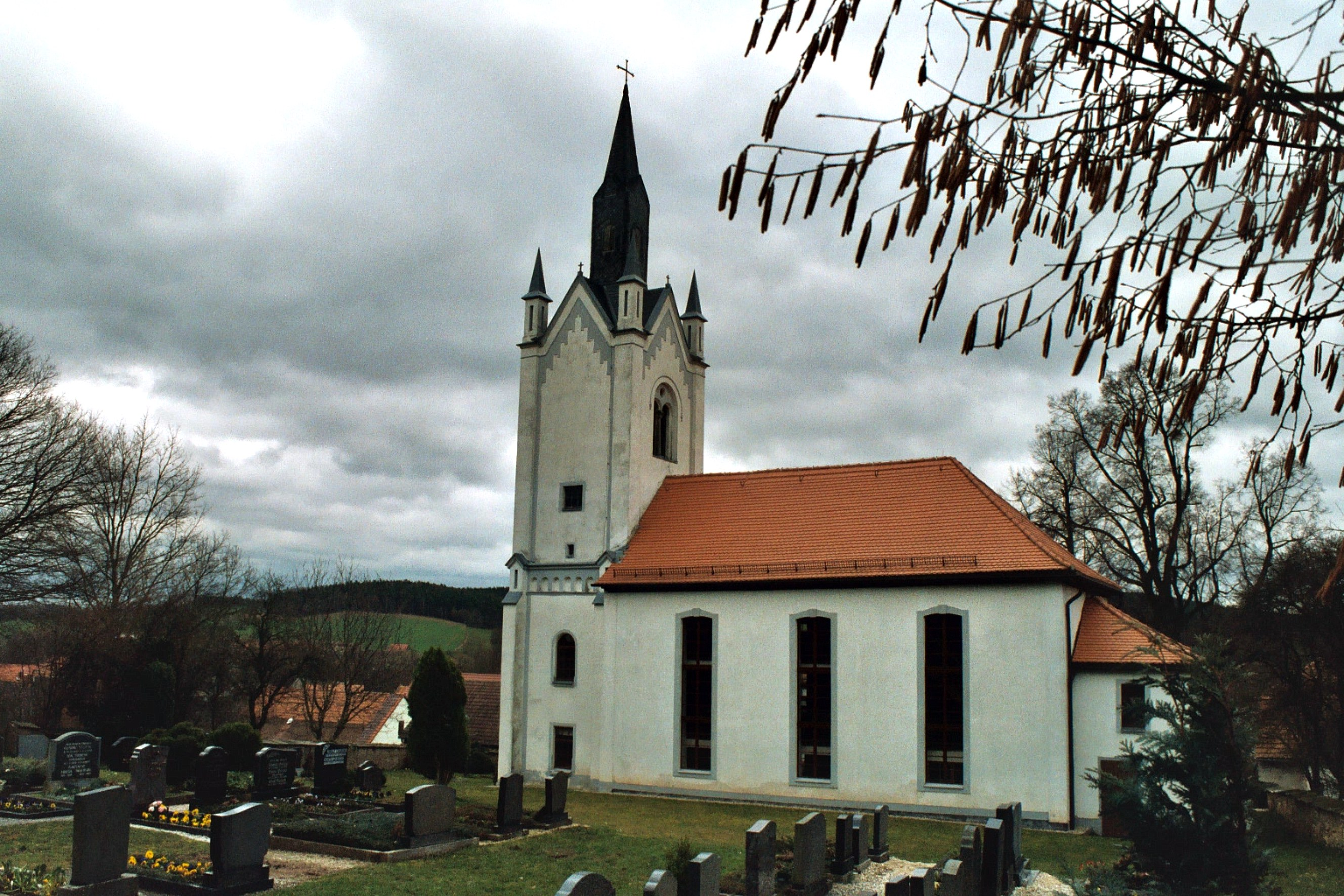
St. Maria

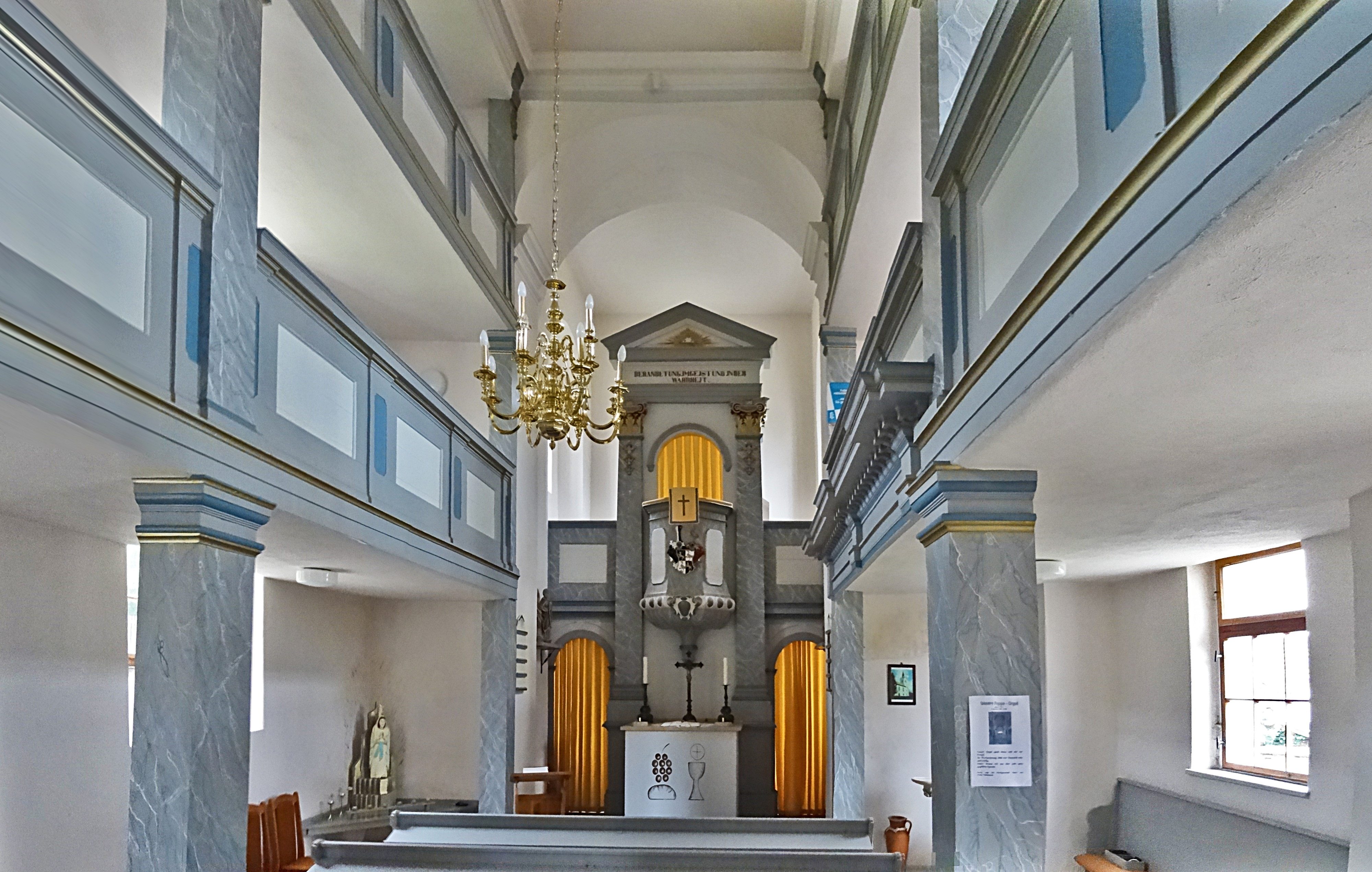
Innenansicht

Die Kirche St. Maria steht in Großsaara, einem Ortsteil der Gemeinde Saara im Landkreis Greiz in Thüringen. Die Kirchengemeinde gehört zum Pfarrbereich der Dorfkirche St. Gangloff im Kirchenkreis Gera der Evangelischen Kirche in Mitteldeutschland.

## Baubeschreibung
Die mittelalterliche Saalkirche wurde 1734–49 grundlegend erneuert. 1863 wurde ein historistischer Kirchturm im Westen und eine Sakristei im Osten angebaut. 1974 wurde die Sakristei wieder abgebrochen und das Langhaus umgestaltet. Unter der westlichen Orgelempore des Kirchenschiffs wurde eine Winterkirche eingerichtet. 1986–90 wurde das Äußere renoviert. An den Langseiten des Langhauses sind die zweigeschossigen Emporen bis zur Decke auf Stützen aus Holz geführt. Über dem Mittelraum ist ein hölzernes, auf breitem Gesims aus Stuck aufsitzendes Spiegelgewölbe mit Rahmen aus Stuck. Im Abstand der Emporenstützen sind flache stuckierte Gurtbögen aufgelegt.
Der Innenraum wird durch die Verbindung von Aufriss der Wände und Gliederung des Gewölbes optisch wirkungsvoll zusammengeschlossen.

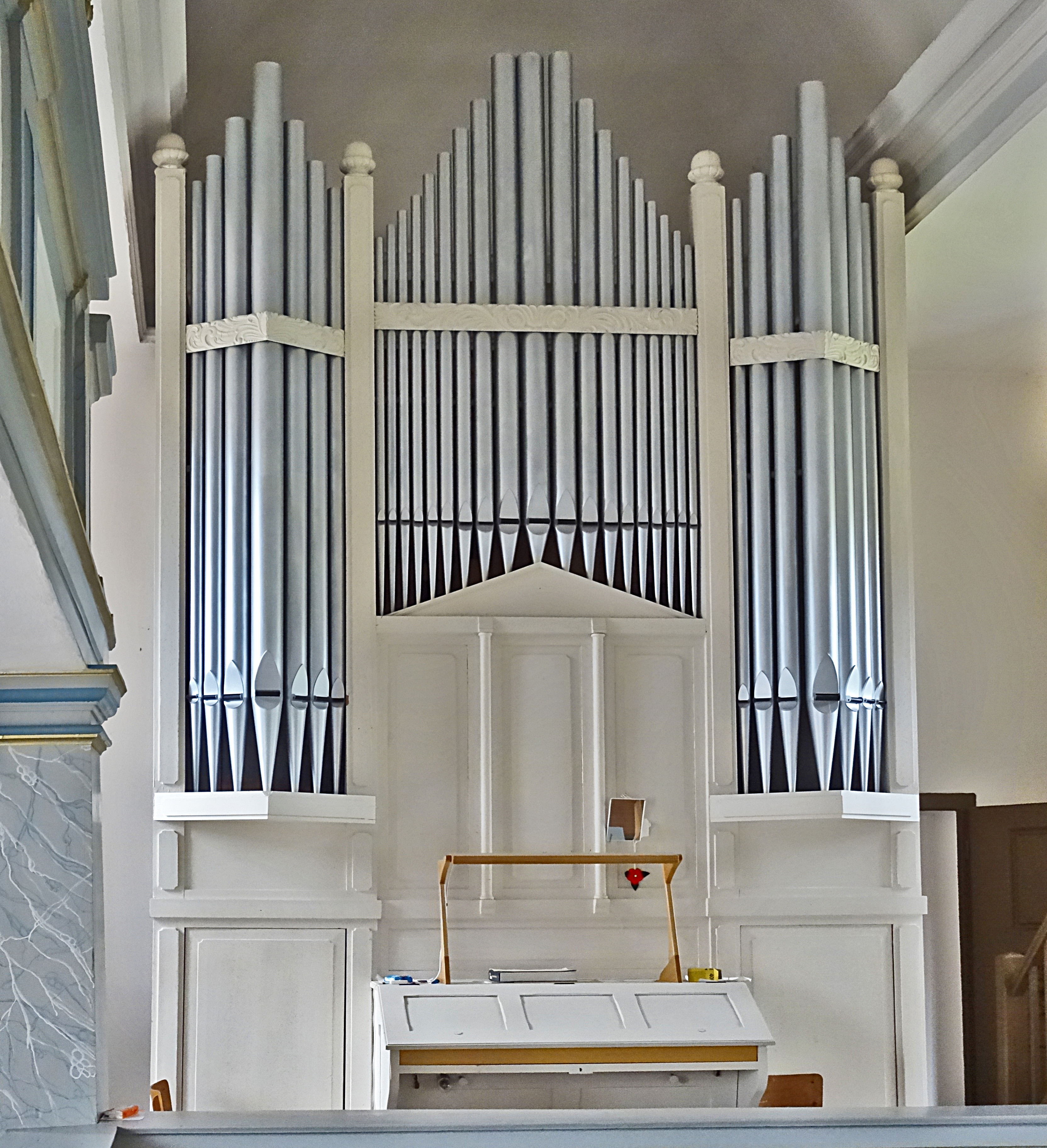
Poppe-Orgel

## Ausstattung
Im Chor steht ein Kanzelaltar mit Pilastern, Gebälk und Tympanon. Am Kanzelkorb befindet sich das Wappen der Grafen von Reuß-Gera.  Vier spätgotische, geschnitzte Statuetten von Heiligen und eine mit der Darstellung von Christus bei der Himmelfahrt. Ein kniender Taufengel stammt aus dem 8. Jahrhundert. Im Kirchenboden liegen mehrere, stark abgetretene Grabsteine. An der Nordwand befinden sich Teile von Epitaphen aus der Zeit des Barocks und des Rokoko.
Auf der Orgelempore steht die Orgel mit 12 Registern, verteilt auf 2 Manuale und Pedal. Sie wurde 1923 von Ernst Poppe & Sohn gebaut.